# Catálogo de las naves

La Grecia Homérica.

El catálogo de las naves es un pasaje literario que se encuentra en el canto II de la Ilíada de Homero. Consiste en una enumeración de los contingentes de naves de la coalición de los aqueos que componían la expedición militar contra Troya.
El esquema de cada uno de los 29 contingentes de atacantes es bastante similar en todos los casos, y consta de:
- Nombre de la región y de las ciudades principales que envían tropas.
- Nombres de los caudillos de cada región.
- Número de naves enviadas.

El total de las naves suma una cantidad de 1186.

## Lista de contingentes
| Región         | Caudillos                                    | Ciudades | Número de naves |
| -------------- | -------------------------------------------- | --- | --------------- |
| Beocia         | Peneleo, Leito, Arcesilao, Protoénor, Clonio | Hiria, Áulide, Esceno, Escolo, Eteono, Tespea, Grea, Micaleso, Harma, Ilesio, Eritras, Eleone, Hila, Peteón, Ocálea, Medeón, Copas, Eutresis, Tisba, Coronea, Haliarto, Platea, Glisante, Hipotebas, Onquesto, Arne, Midea, Nisa, Antedón | 50              |
| Orcómeno       | Ascálafo, Yálmeno                            | Aspledón, Orcómeno | 30              |
| Fócide         | Esquedio, Epístrofo                          | Cipariso, Pitón, Crisa, Dáulide, Panopeo, Anemorea, Yámpolis, los que vivían junto al Cefiso, Lilea | 40              |
| Lócrida        | Áyax el Menor                                | Cino, Opunte, Calíaro, Besa, Escarfa, Augías, Tarfa, Tronio | 40              |
| Eubea          | Elefénor                                     | Calcis, Eretria, Histiea, Cerinto, Dío, Caristo, Estira | 40              |
| Ática          | Menesteo                                     | Atenas | 50              |
| Golfo Sarónico | Áyax el Grande                               | Salamina | 12              |
| Argólida       | Diomedes, Esténelo, Euríalo                  | Argos, Tirinto, Hermíone, Ásina, Trecén, Éyones, Epidauro, Egina, Masete | 80              |
| Micenas        | Agamenón                                     | Micenas, Corinto, Cleonas, Ornías, Aretírea, Sición, Hiperesia, Gonoesa, Pelene, Egio, Egíalo, Hélica | 100             |
| Lacedemonia    | Menelao                                      | Faris, Esparta, Mesa, Brisías, Augías, Amiclas, Helos, Laa, Étilo | 60              |
| Pilos          | Néstor                                       | Pilos, Arene, Trío, Epi, Ciparesente, Anfigenía, Ptéleo, Helos, Dorio | 90              |
| Arcadia        | Agapénor                                     | Féneo, Orcómeno, Ripe, Estratia, Enispe, Tegea, Mantinea, Estínfalo, Parrasia | 60              |
| Epeos          | Anfímaco, Talpio, Diores, Polixino           | Buprasio, Élide, Hirmina, Mírsino, roca Olenia, Alesio | 40              |
| Mar Jónico     | Meges                                        | Duliquio, islas Equinas | 40              |
| Cefalonia      | Odiseo                                       | Ítaca, Crocilea, Egílipe, Zacinto, Same | 12              |
| Etolia         | Toante                                       | Pleurón, Oleno, Pilene, Cálcide, Calidón | 40              |
| Creta          | Idomeneo, Meríones                           | Cnosos, Gortina, Licto, Mileto, Licasto, Festo, Ritio | 80              |
| Rodas          | Tlepólemo                                    | Lindo, Yáliso, Camiro | 9               |
| Dodecaneso     | Nireo                                        | Sime | 3               |
| Dodecaneso     | Fidipo, Ántifo                               | Nísiros, Cárpatos, Casos, Cos, islas Calidnas | 30              |
| Ftía           | Aquiles                                      | Argos Pelásgico, Alo, Álope, Trequine | 50              |
| Tesalia        | Protesilao, Podarces                         | Fílace, Píraso, Itón, Antrón, Pteleo | 40              |
| Tesalia        | Eumelo                                       | Feras, Beba, Gláfiras, Yolco | 11              |
| Tesalia        | Filoctetes, Medonte                          | Metona, Taumacia, Melibea, Olizón | 7               |
| Tesalia        | Podalirio, Macaón                            | Trica, Itome, Ecalia | 30              |
| Tesalia        | Eurípilo                                     | Ormenio, Asterio | 40              |
| Tesalia        | Polipetes, Leonteo                           | Argisa, Girtona, Orta, Elona, Olosón | 40              |
| Tesalia        | Guneo                                        | Cifo, Dodona | 22              |
| Tesalia        | Prótoo                                       | Magnetes (ribera del Peneo y cercanías del monte Pelión) | 40              |

## Estudios acerca delCatálogo de las naves

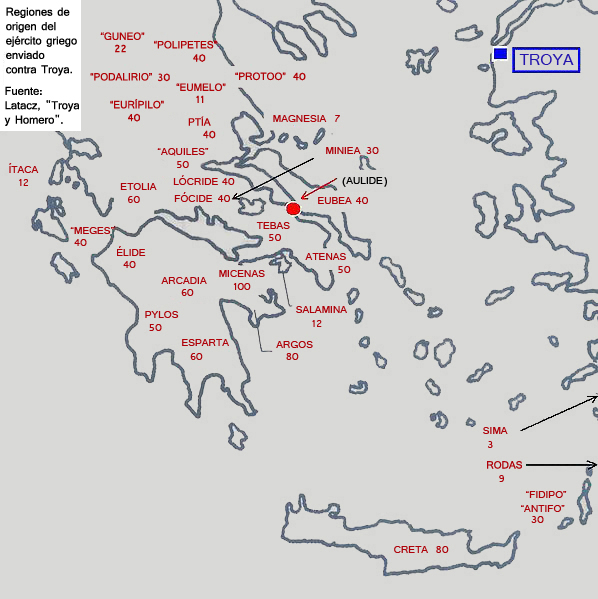
Localización de los contingentes del ejército aqueo.

Desde la Antigüedad, esta parte de la Ilíada ha sido objeto del estudio de diversos autores. Tucídides lo emplea para tratar de aproximarse al verdadero tamaño de la expedición contra Troya. Aristóteles en su Poética destacó la presencia del catálogo como un episodio que diverge del resto de la Ilíada pero que Homero intercaló acertadamente en su poema. Apolodoro de Atenas, Eratóstenes y Estrabón, entre otros, analizaron de manera más exhaustiva los datos suministrados por Homero en el catálogo.
En época moderna, desde fines del siglo XIX se consideraba que tanto el catálogo de las naves como el catálogo de los troyanos eran añadidos recientes a la Ilíada. Benedikt Niese, en concreto, consideraba que el catálogo era originalmente parte de las Ciprias y que habría obtenido su forma definitiva a través de una ampliación realizada por un poeta de Mileto. Posteriormente el desarrollo de la arqueología entre fines del siglo XIX y principios del XX propició nuevos estudios a menudo centrados en tratar de  concretar la época y el modo de composición del catálogo así como su relación con el resto de la Ilíada. En 1921, Thomas William Allen estudió las concordancias entre los topónimos del catálogo y los conocimientos acerca de la civilización micénica y observó abundantes similitudes entre ambos. Por otra parte, en 1932 Félix Jacoby postuló que el catálogo no había sido compuesto para ser colocado en el lugar que ocupaba en el poema homérico. En 1944, Viktor Burr trató de desarrollar las observaciones de Allen y, contra la opinión de Jacoby, defendió que el catálogo sí fue compuesto para ocupar el lugar donde está colocado en la Ilíada. Este autor sugirió que, en época micénica, existió una lista de participantes en una expedición contra Troya que fue trasladada a Asia Menor, donde fue versificada y, después de un proceso de transmisión oral, Homero le dio la forma final, resultando una mezcla de elementos procedentes del primitivo poema y adiciones realizadas por Homero. Sus observaciones se vieron apoyadas por el estudio de algunas tablillas micénicas de Pilos (de la serie o-ka), que contienen listas de lugares, comandantes y oficiales y número de tropas.
Las ideas de Allen y de Burr fueron rebatidas por Ghunter Jachmann en 1958, que consideraba que el catálogo había sido compuesto de manera aislada en el siglo VIII a. C. por un autor diferente al del resto de la Ilíada y que los rasgos aparentemente micénicos del mismo eran un intento de arcaizar el contenido por parte de su autor. Poco después, en 1959, Denys Page en su estudio postuló que tanto el catálogo aqueo como el troyano proceden de época micénica aunque se habrían compuesto de forma independiente de la Ilíada y se habrían incorporado a ella tras una fase de transmisión oral. El autor destaca la existencia de fórmulas, la presencia de topónimos que ya no podían ser identificados en época histórica y la importancia de contingentes en el catálogo que no tienen apenas importancia en el resto del poema. Por su parte, Adalberto Giovannini en 1969 objetó estos puntos de vista al señalar que los lugares mencionados en el catálogo desconocidos por autores como Pausanias o Estrabón pudieron haber desaparecido entre la época arcaica y la de estos geógrafos. Este autor opina que la Grecia descrita en el catálogo debe corresponder con la de la época arcaica y que en su origen procedería de una lista compuesta por sacerdotes de Delfos como invitación a ceremonias religiosas.
Richard Hope Simpson y John F. Lazenby en 1971 realizaron un pormenorizado estudio basado en datos procedentes de la arqueología y de informaciones proporcionadas por los autores de la Antigüedad. En su obra también defienden un origen micénico del catálogo, aunque de una época posterior a la de las tablillas micénicas, en la que se producía el declive de esta civilización, lo que habría tenido como consecuencia una fragmentación de reinos anteriores. Estas conclusiones han sido puestas en duda por autores como José Luis García Ramón en 1974, que destacó la poca seguridad que existe en la localización de muchos de los topónimos citados y que se ve acentuada por los movimientos migratorios de la época oscura que hace suponer que los topónimos micénicos pudieron multiplicarse por diversas regiones. Este autor considera que solo se podría asegurar que el catálogo procede de época micénica si un análisis lingüístico pudiera demostrar que el catálogo solo pudo haberse originado en esta época.
Por otra parte, en 1997, Francisco Javier González García en un estudio centrado en analizar las relaciones de parentesco mítico entre los diferentes jefes de cada contingente del bando aqueo, considera que el espacio descrito en el catálogo no representa el de ninguna época histórica precisa sino que es una geografía mítica ajustada a la percepción que se tenía sobre el mundo ocupado por los personajes míticos que habrían vivido antes de la guerra de Troya.
Otro estudio detallado del catálogo tuvo lugar en 1997 por Edzard Visser. En 2001, Joachim Latacz formuló la conclusión de que se puede establecer que hay certeza en que el catálogo de las naves fue compuesto en época micénica. Para ello se apoyó en el estudio de Visser y en las inscripciones de algunas tablillas de Tebas encontradas en los años 90 que recogen varios topónimos de lugares cuya localización era desconocida con posterioridad, además del caso particular de Eutresis, lugar que, según los datos arqueológicos, fue destruido en época micénica y no volvió a ser ocupado hasta aproximadamente el año 600 a. C. Esta conclusión, no obstante, ha sido criticada por González García, que señala que hay una importante diferencia entre admitir la presencia de topónimos que desaparecieron en una determinada época y defender que esto es un argumento definitivo para datar el catálogo.

## ElCatálogo pequeño
Otra lista con algunas semejanzas al catálogo de las naves se encuentra en el libro XIII de la Ilíada, que se ha denominado como Catálogo pequeño, donde se enumeran los diferentes contingentes que lucharon contra los troyanos comandados por Héctor junto a las naves para impedir que estos les prendieran fuego.